# Hoftor (Koboldstraße 7, Wiesenbronn)

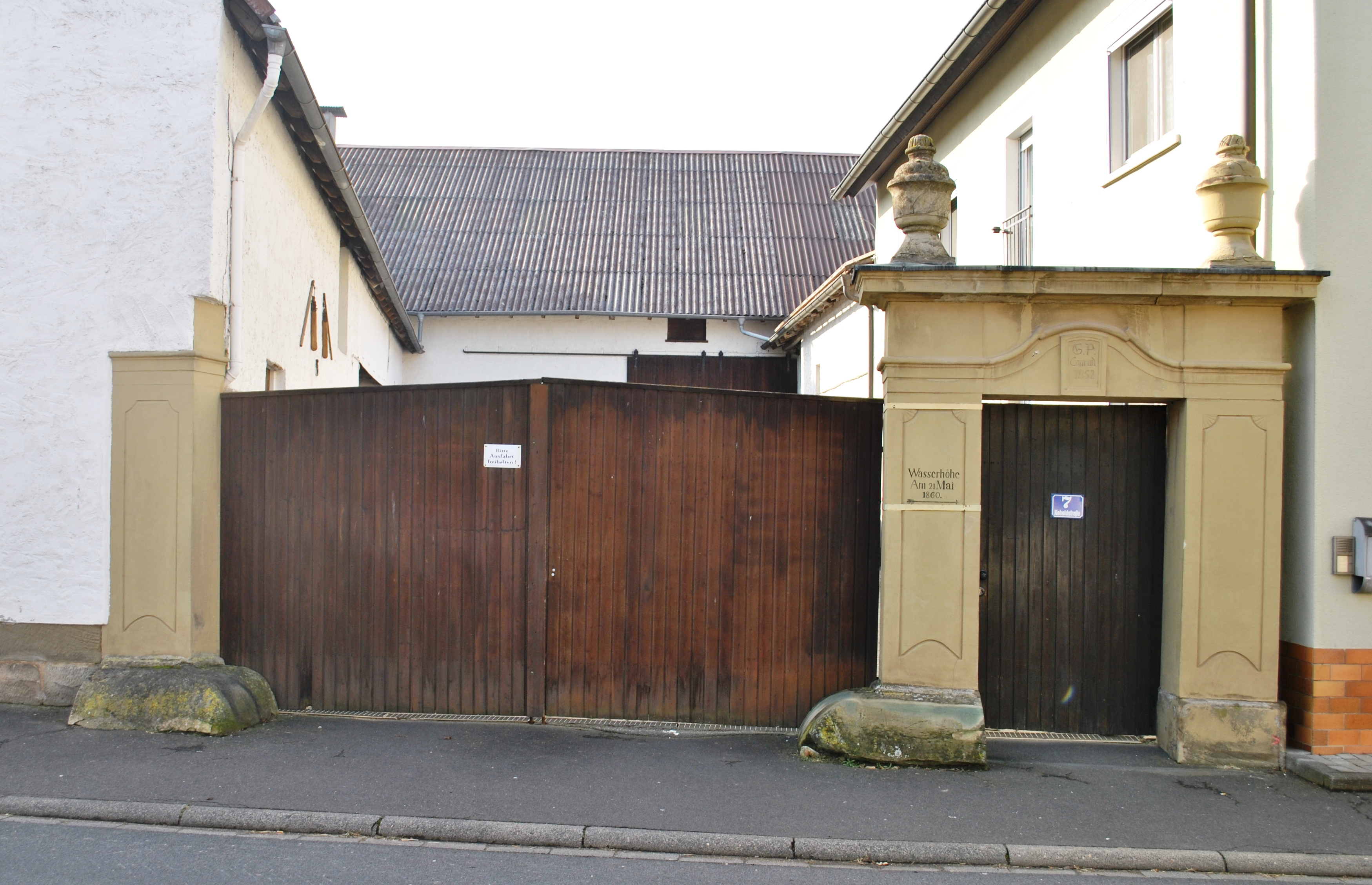
Das Hoftor in der Koboldstraße

Das Hoftor in der Koboldstraße 7 ist ein eingetragenes Baudenkmal im Altort des Dorfes Wiesenbronn im unterfränkischen Landkreis Kitzingen.

## Geschichte
Hoftore aus Sandstein sind in den Orten des Steigerwaldvorlandes weit verbreitet. Sie zeugen vom wachsenden Reichtum der Bauern und Winzer im ausgehenden 18. und beginnenden 19. Jahrhundert. Zumeist sind sie aus Sandstein geschaffen und wurden mit Prellsteinen sowie den besonders prägnanten Vasenaufsätzen ausgestattet. Das Hoftor in der Koboldstraße ist eines der älteren Exemplare innerhalb des Dorfes. Es wurde wohl im Jahr 1852 durch G. P. Conrad errichtet, was eine Inschrift in der Mitte des Sturzbalkens verrät. 
Die zweite Inschrift, die an einem der Pfeiler angebracht wurde, beinhaltet eine lokalhistorische Besonderheit. Denn obwohl Wiesenbronn viele Kilometer vom von Hochwasser bedrohten Main entfernt liegt, wurde hier eine Hochwassermarke angebracht. Sie ist auf der Höhe von 1,37 m zu finden. Eine Hauschronik, die im Wiesenbronner Archiv aufbewahrt wird, erläutert den Grund für das Anbringen der Marke: Am 21. Mai 1860 kam es in Wiesenbronn, Castell, Rüdenhausen und Kleinlangheim zu einem starken Gewitter. Dieses Unwetter löste auf dem den Orten benachbarten Schwanberg eine Sturzflut aus, die kurzzeitig das Dorf unter Wasser setzte.

## Beschreibung
Das Hoftor präsentiert sich als typischer Vertreter der Bauformen im Kitzinger Land. Auf zwei breiten Rechteckpfeilern wurde ein Querbalken angebracht. Alle Elemente weisen nur wenige Zierformen auf. So brachte man an den Pfeilern eine langgestreckte Kartusche mit Muschelecken an. Am linken Pfeiler ist auch die Inschrift „Wasserhöhe Am 20. Mai 1860.“ zu finden. Darunter wurde ein Pfeil angebracht. Der Querbalken weist eine gebrochene Profilleiste auf, die durch eine weitere Inschriftenkartusche mit dem Hinweis auf das Erbauungsjahr und den Erbauer ergänzt wird. Das Hoftor schließt mit einem ausladenden Gesims ab. Auf dem Bau wurden zwei urnenförmige Vasenaufsätze postiert.